# Аллан Брукс
Аллан Сиріл Брукс (15 лютого 1869, Етаваг — 3 січня 1946) — канадський орнітолог і митець, відомим своїми зображеннями птахів. Його батько Вільям Едвін Брукс був затятим орнітологом в Індії, але фермерське життя сім'ї в Канаді давало менше перспектив розвитку для художнього дару Аллана. Його стиль живопису був більш імпресіоністичним з більшим акцентом на середовищі проживання, ніж на тонких деталях оперення. Він отримав доручення закінчити відбитки для «Птахів Массачусетсу», розпочаті іншим митцем, Луїсом Аґассісом Фуентесом, яке виконав з успіхом.

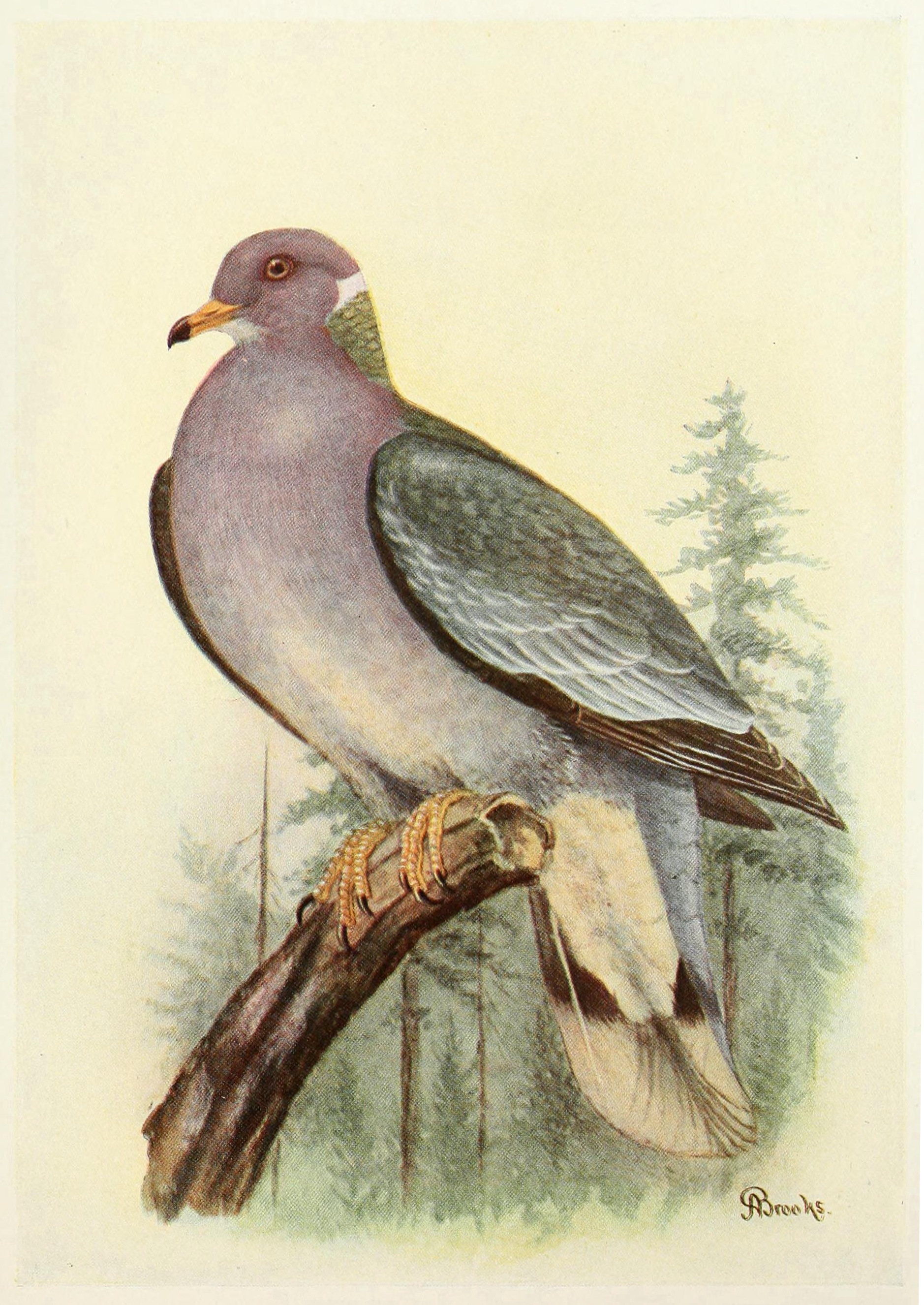
Ілюстрація голуба каліфорнійського

## Життя і кар'єра
Аллан народився в місті Етаваг в Індії, де його батько, Вільям Брукс, працював на залізниці, а також вивчав птахів Індії, зокрема, очеретянок. Батько назвав сина на честь свого близького друга та орнітолога в Індії Аллана Октавіана Юма. Аллан ходив до школи в Англії (1873–1881) і вивчав пташине життя боліт Нортамберленда. Завдяки зв'язкам свого батька він спілкувався з Генрі Сібомом і навчився збирати яйця та ловити і препарувати метеликів у таксидерміста Джона Генкока. Пізніше він вивчав птахів в Онтаріо, де його батько Вільям Едвін Брукс оселився, провадячи життя фермера.
У Канаді він познайомився з Томасом МакІлрейтом у 1885 році і навчився від нього техніці збору зразків і препарування тушок. У 1887 році сім'я переїхала в Чилівак, Британська Колумбія. Роберт Ріджвей, американський орнітолог, допоміг йому ідентифікувати птахів на ранніх етапах життя Брукса та висловив вдячність за його творчість. Брукс почав свою кар'єру як колекціонер зразків і мисливець за дичиною, надаючи зразки Меморіальному музею Вікторії та кільком приватним колекціонерам. Наприкінці 1890-х років Брукс виконував ілюстрації для журналу Recreation Джорджа Олівера Шилдса . На відміну від художників дикої природи в Сполучених Штатах Америки того ж періоду, йому не вдавалось отримати достатніх фінансових можливостей, щоб продовжувати займатись мистецтвом. У 1895 році Вільям Брюстер написав йому, що він міг би допомогти йому зробити художню роботу окупною, якщо Брукс зможе працювати більше. Брукс зробив кілька акварелей для Брюстера, заробляючи близько трьох-чотирьох доларів за кожну ілюстрацію.
Пізніше Брукс почав виконувати ілюстрації до періодичних видань, таких як Recreation і St. Nicholas Magazine. Його першим великим замовленням була книга Вільяма Леона Довсона. Довсону подобались роботи Луї Аґассі Фуертеса, але вони були для нього надто дорогими. Після книги Довсона Брукс почав отримувати більше замовлень і став видатним художником-анімалістом, проілюструвавши «Птахи Західної Канади »(1926)  і «Птахи Канади» (1934) Персі А. Тавернера. Стиль Брукса був більш імпресіоністичним, приділяючи більше уваги фону та артистизму. Інші художники, такі як Фуертес, мали звичку приділяти більше уваги деталям на передньому плані.

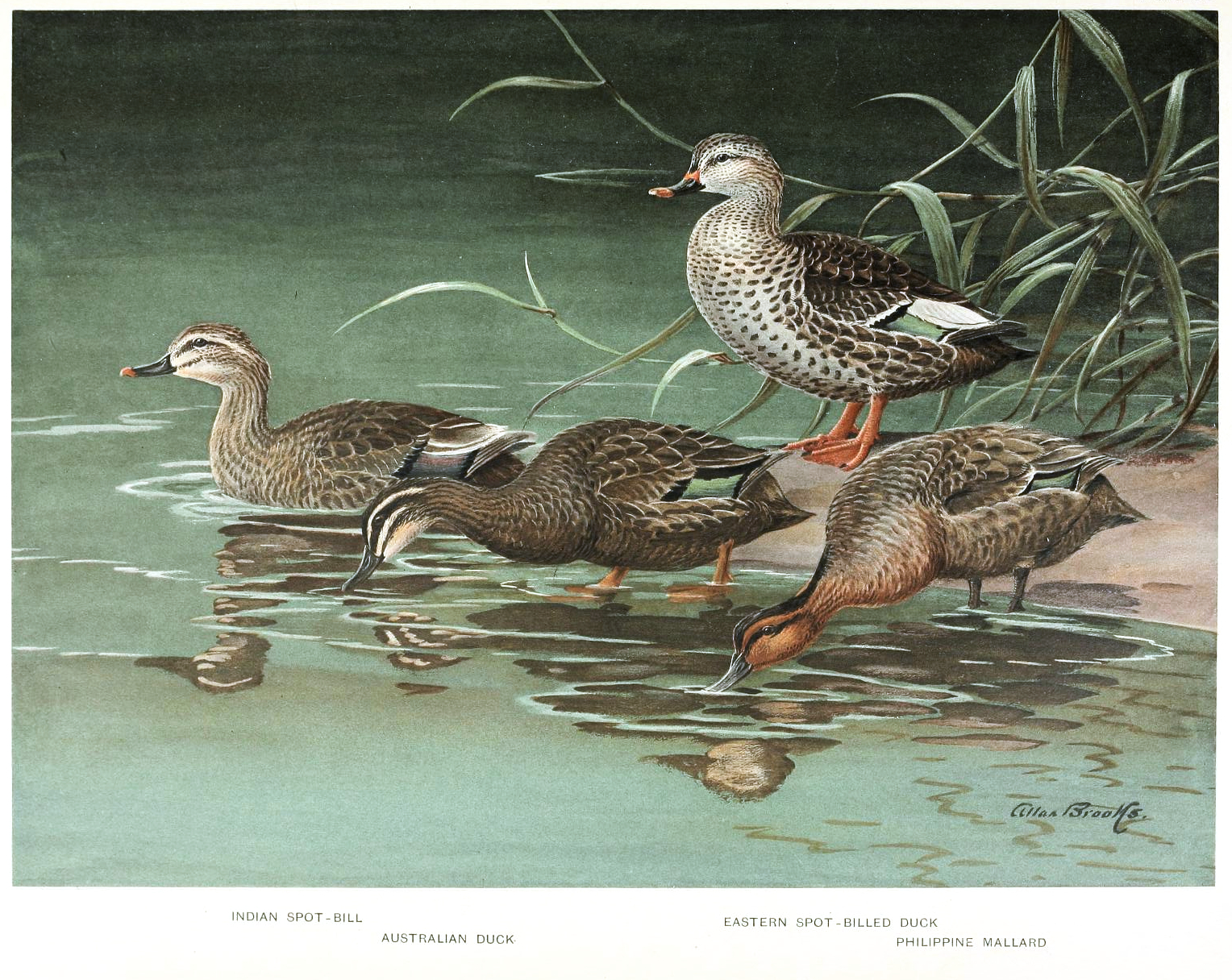
Картина з Природної історії качок. Том II (1923)

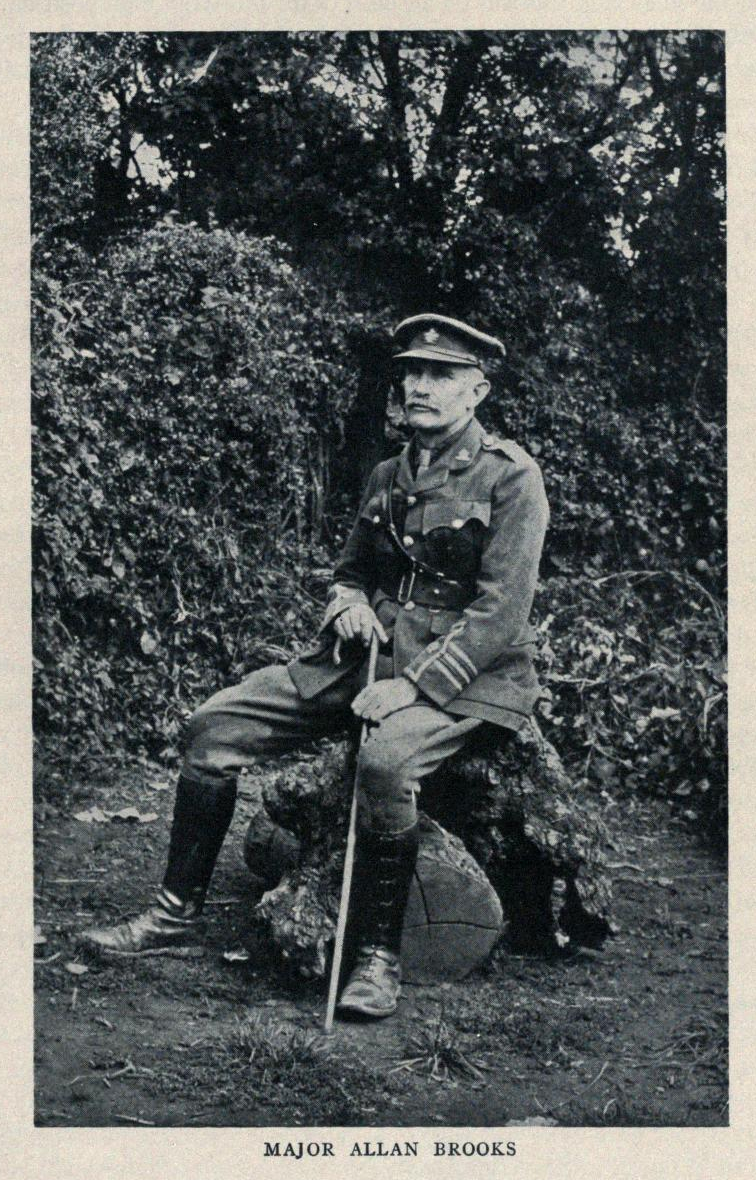
Майор Брукс у 1917 році

Він також був завербований під час Першої світової війни завдяки своїм навичкам влучного стрільця та служив у 7-му канадському піхотному батальйоні, а пізніше був головним інструктором з підготовки снайперів. Нагороджений орденом «За видатні заслуги».
За зразкову відвагу в операціях 2 і 3 вересня під Аррасом. Як офіцер-спостерігач бригади він виявляв велику сміливість та ініціативу, постійно просуваючись вперед з найпередовішими військами під шквальним вогнем. Через дротовий телефон він оперативно інформував штаб бригади про ситуацію, що склалася, і давав можливість командиру приймати рішення, які врятували багато життів. Коли ворог відступав, він просунувся вперед більш ніж на 500 ярдів перед піхотою та передав зворотню інформацію з великої відстані перед нашим наступом. Протягом двох днів він особисто знищив снайперськими пострілами двадцятьох ворогів.
Під час Другої світової війни він також передавав свої малюнки Червоному Хресту. З поля бою у Фландрії він писав повідомлення про птахів у зоні бойових дій. Він зазначив, що щурі і свині мали тенденцію до розмноження. Він також зафіксував хижацтво пташиних яєць слимаками, явище, яке було більш детально вивчене лише у 2017 році. У 1921 році частина його будинку згоріла. У цій пожежі він втратив багато своїх старих нотаток і книг, включаючи серію про індійських птахів, яких він колекціонував від віку 3 років. У 1926 році він одружився з Марджорі, а в 1927 році переїхав до Браунсвілла, штат Техас, звідки працював над ілюстраціями для третього тому «Птахів Массачусетсу», роботою, розпочатою Луїсом Фуертесом і перерваною смертю останнього.

## Добірка ілюстрацій

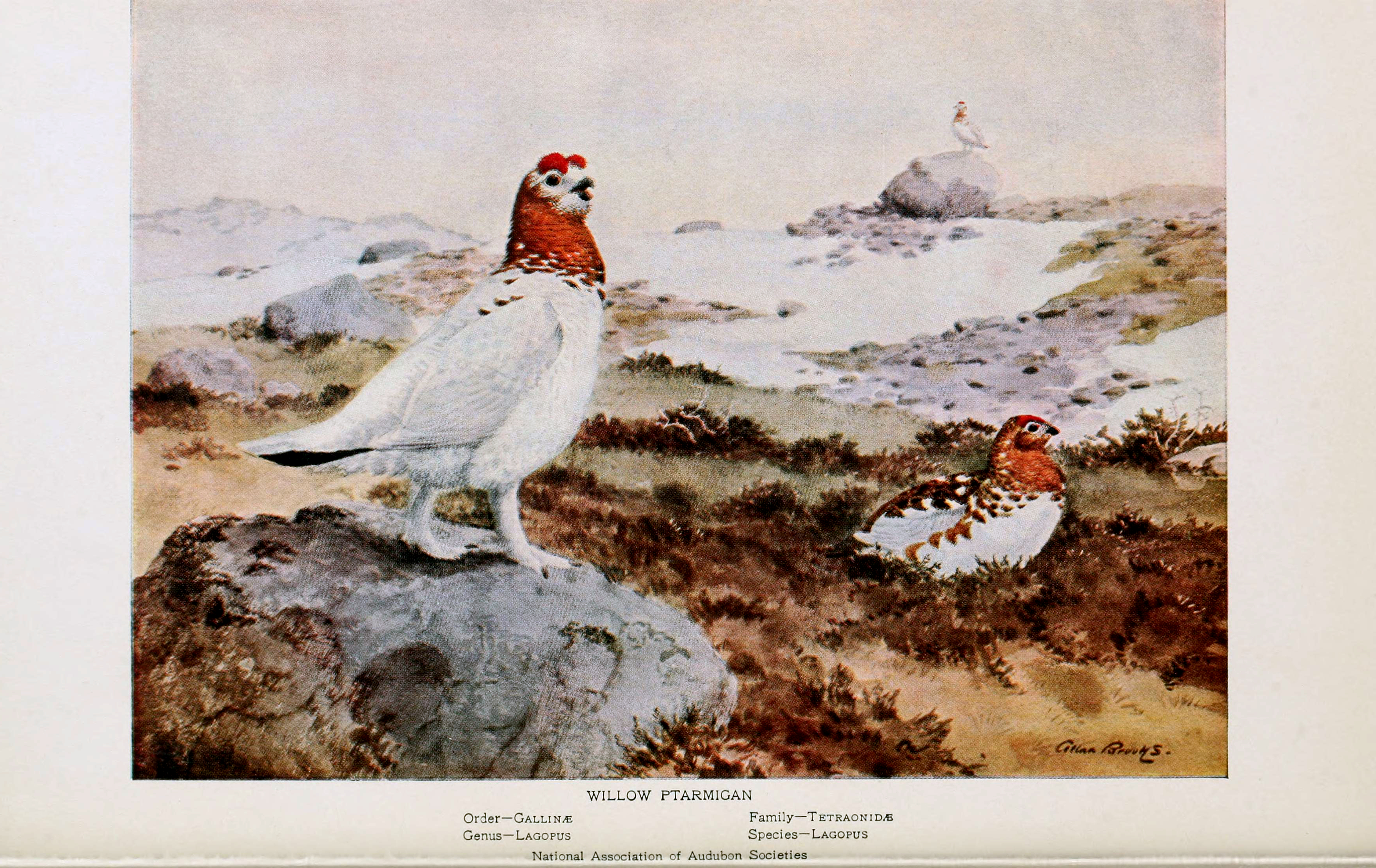
Куріпка біла з книги Alaskan bird-life as depicted by many writers (1914)
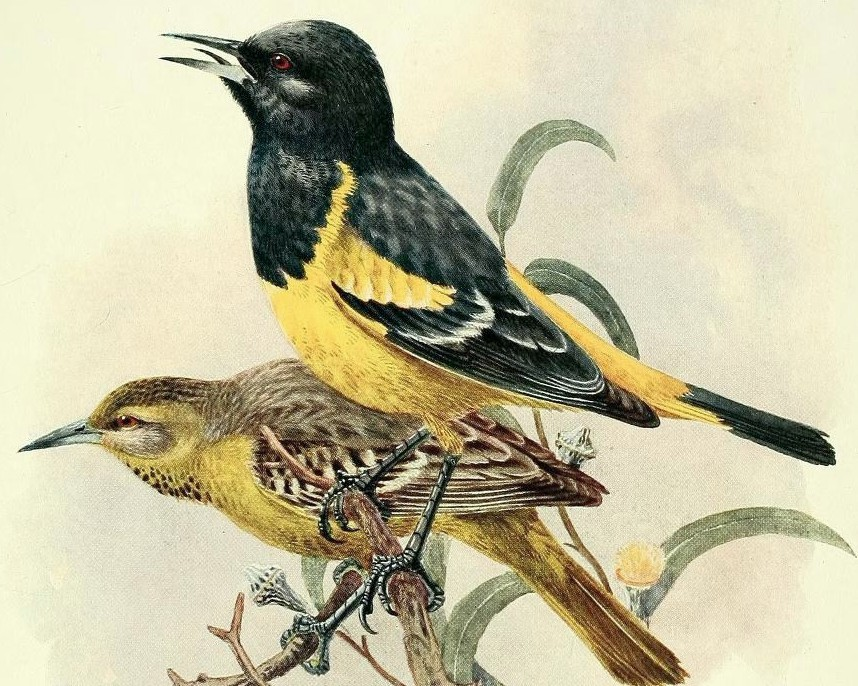
Трупіал пальмовий з книги Birds of California (1923)
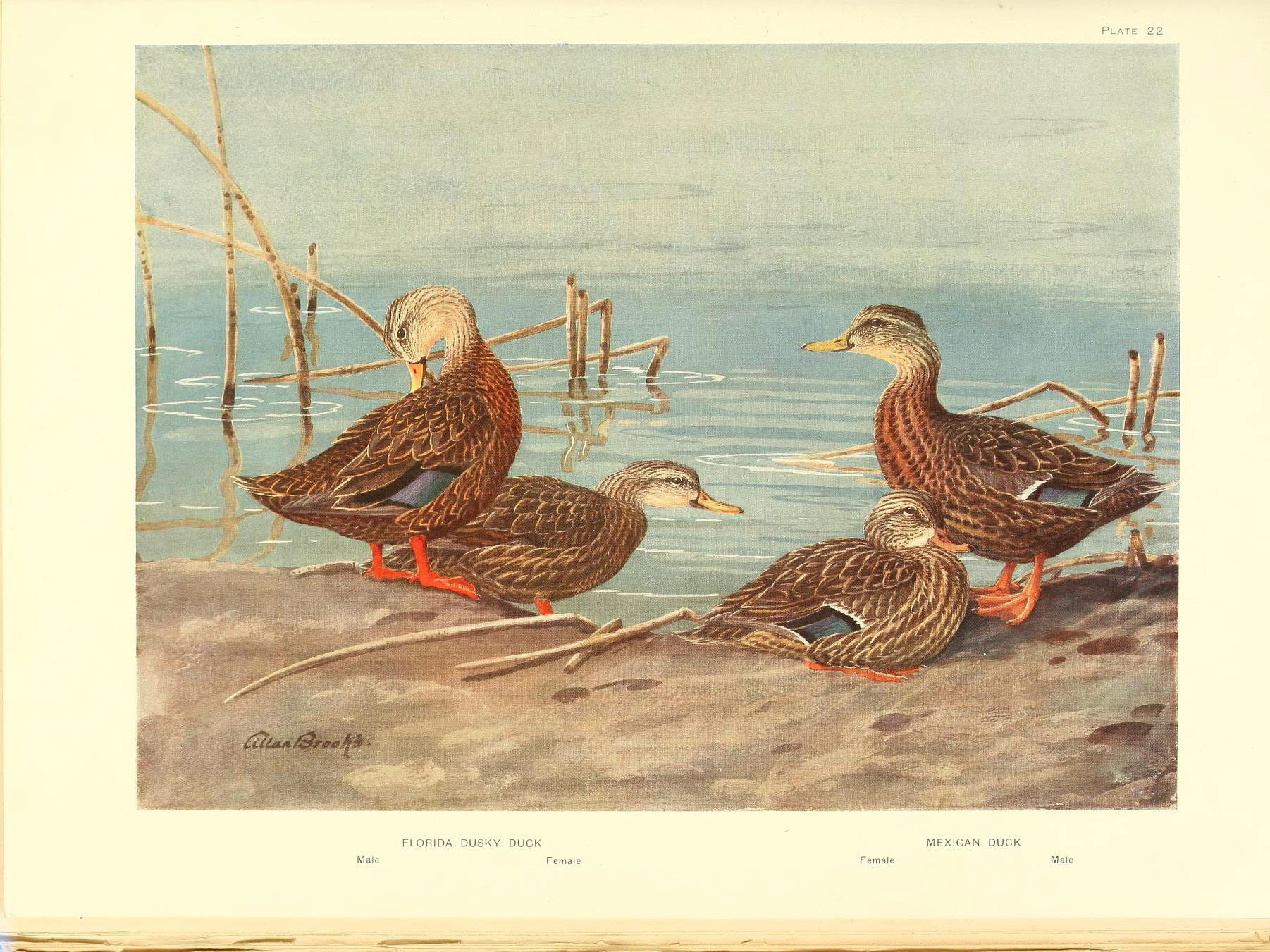
Крижень флоридський та крижень мексиканський з книги A Natural History of the Ducks (1922–1925)
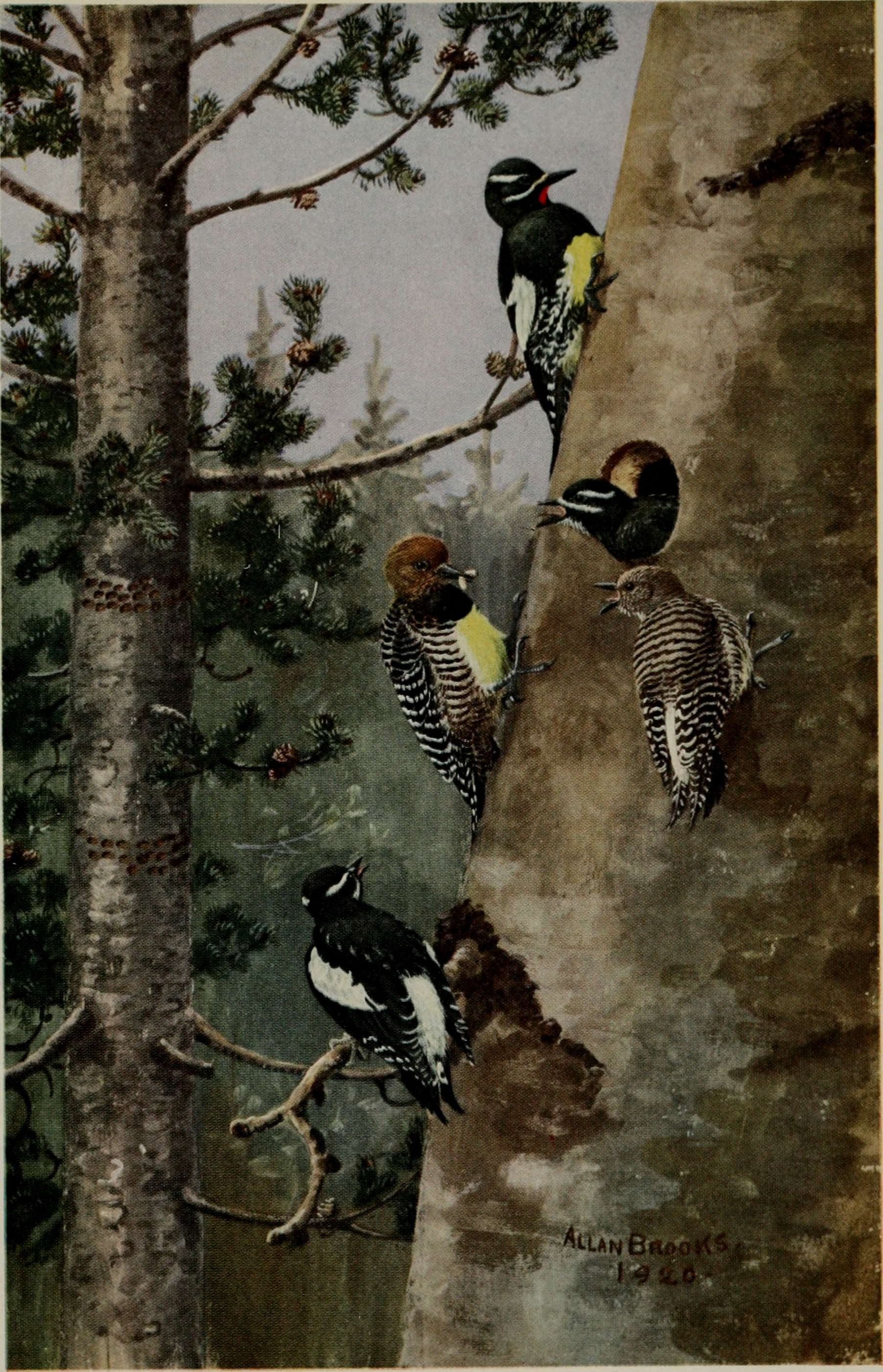
Дятел-смоктун сосновий з книги Animal life in the Yosemite; an account of the mammals, birds, reptiles, and amphibians in a cross-section of the Sierra Nevada (1924)
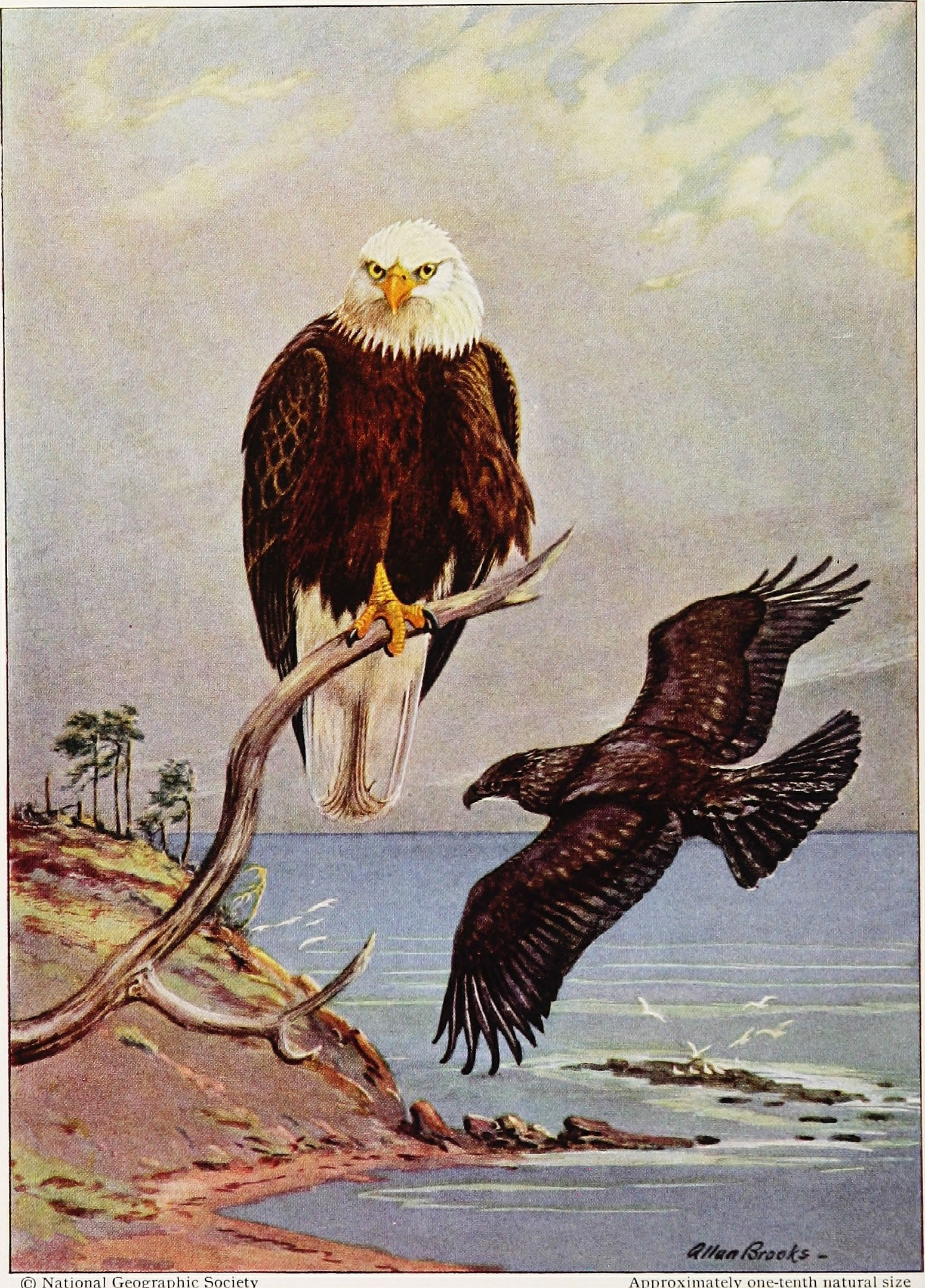
Орлан білоголовий, ілюстрація до журналу National Geographic
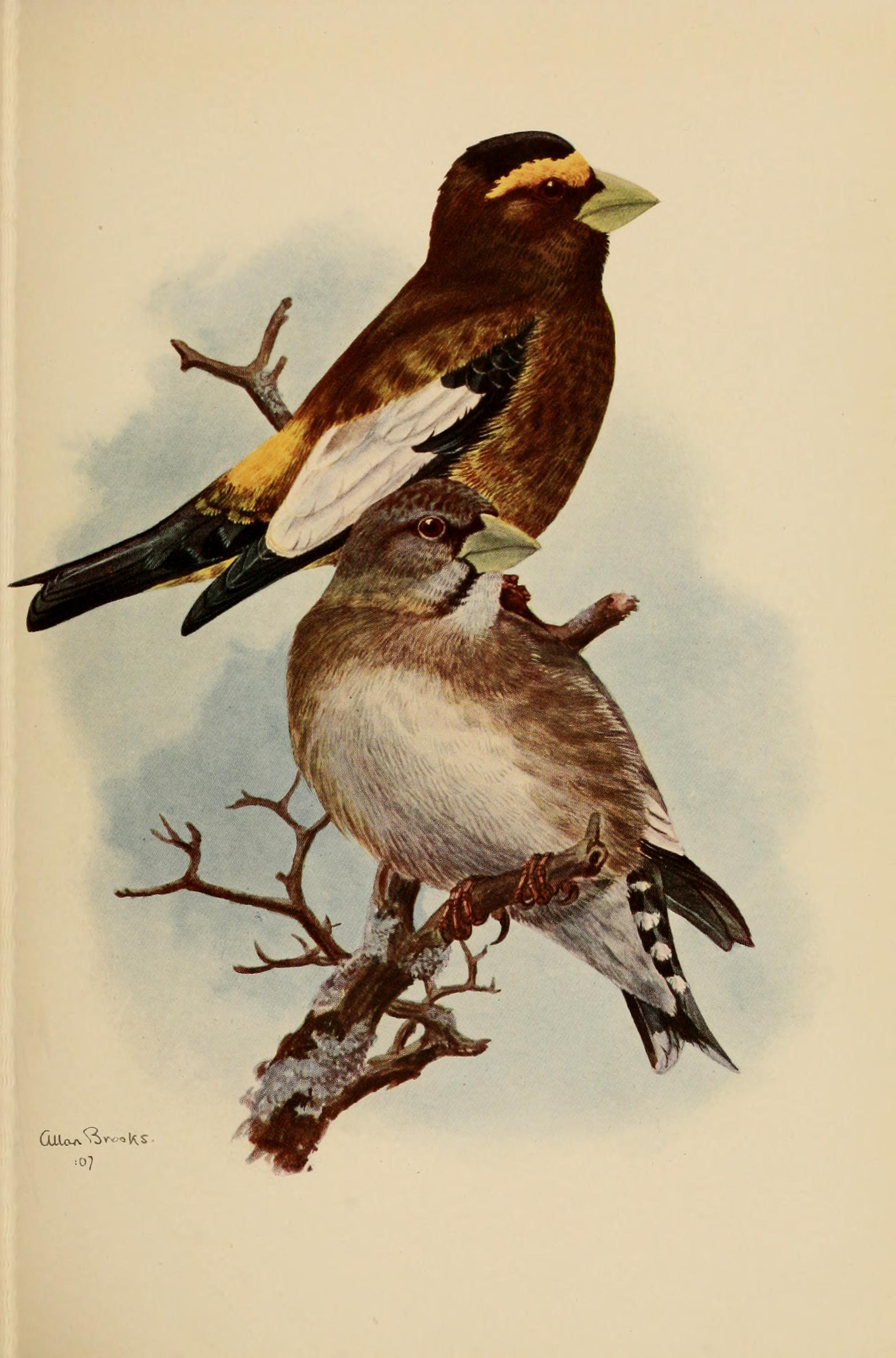
Кіпаль жовтобровий з книги The birds of Washington; a complete, scientific and popular account of the 372 species of birds found in the state (1909)

## Зовнішні посилання
- Архів та музей Комокса
- Музей Вернона
- Майор Аллан Брукс з Okanagan Landing, Джин Веббер, проект живих ландшафтів Королівського музею Британської Колумбії
- Художня робота Аллана Брукса
- Канадські художники